# 劉放
劉 放（りゅう ほう、? - 250年）は、中国後漢末期から三国時代にかけての政治家。魏の重臣。字は子棄。幽州涿郡方城県の人。『魏書』に独立した伝がある。

## 生涯
前漢の武帝の第三子である燕剌王劉旦の末裔にあたる。その直祖は燕剌王の玄孫である西郷侯の劉容で、その後裔にあたる。
郡の綱紀になり孝廉となったが、戦乱の世となると漁陽郡（現在の河北省）の豪族の王松を頼った。曹操が官渡の戦いで袁紹に大勝し河北に進出すると、王松を説得し曹操に味方するよう説いた。丁度その時、曹操から王松へ帰順を促す手紙が届いたため、王松は曹操への帰順を決意し、劉放に手紙を書かせた。それが曹操の目にとまり、以前の王松への進言の話を聞いた曹操は劉放の才能を買い、参司空軍事に取り立てた。以後、主簿記室となり、数箇所の県令職などを務めた。
曹丕（文帝）が献帝より禅譲を受け帝位に就き、魏を建国すると、秘書郎を経て中書監（秘書郎の長官）に就き、給事令・関内侯を与えられ、孫資と共に政治の機密を担った。曹叡（明帝）の代になると、皇帝からの信任は一層強まり、散騎常侍・西郷侯を与えられた。
太和年間より遼東をめぐり魏と呉が敵対した際、呉を牽制するため、手に入れた孫権の文書を改変し、蜀漢の諸葛亮にそれをわざと手に入れさせ、呉と蜀を離間させようとした。まもなく侍中・光禄大夫に昇った。238年に、司馬懿が遼東で燕王を自称した公孫淵を討伐し、遼東の争乱が一段落すると、献策を提供した功績で孫資とともに功賞され、方城侯に封じられた。
翌239年に明帝が危篤状態になると、孫資と共に緊急に召し出され、皇太子で養子の曹芳の後見役には誰が良いか問われた。当時、明帝はその時、曹宇・曹肇・夏侯献・秦朗に後事を託そうとしていたが、曹宇に固辞されていた。劉放は「曹宇が固辞するのは、大任を果たせない事を自覚しているからだ」と言い、曹宇に代えて曹爽を登用すべきだと勧め、さらにその補佐として司馬懿を当たらせるよう進言した。曹肇らの反対もあり、明帝の意思は二転三転したが、結局曹爽と司馬懿に後事が託され、曹宇らは免職となった。
曹芳（斉王）が即位すると、劉放は三百戸の加増を受け、千百戸の所領を持つようになり、子たちも爵位や官位を与えられた。240年に光禄大夫となり、金印紫綬を下賜され儀同三司を与えられた。245年に驃騎将軍を与えられた。まもなく老年で孫資と共に官を退き、特進の待遇を得た。
250年に他界した。諡号は敬侯。没後に五階級の爵位制度が導入されると、功績が評価され、方城子を贈られた。
彼は達筆で、文書の構成に巧みだった事でしばしば功績を挙げた。曹操から曹叡（明帝）までの曹氏三代に亘る文書や布令文の多くは、劉放の手によるものであった。
陳寿の評では、孫資に対しては才能や策謀では上であったが、品性では劣っていたとある。

## 子女
- 劉正
- 劉許
- 劉熙
- 張華の妻